# Supermarine S.6
Supermarine S.6 – brytyjski wodnosamolot wyścigowy opracowany pod koniec lat 20. XX wieku przez przedsiębiorstwo Supermarine. Zbudowano dwa egzemplarze samolotu, które w 1929 roku w barwach RAF High Speed Flight wzięły udział w wyścigu Schneider Trophy. Podczas zawodów maszyna pilotowana przez H. G. W. Waghorna pobiła światowy rekord prędkości (529 km/h), jednocześnie wygrywając wyścig.
Na bazie samolotu S.6 opracowano model S.6B, który w 1931 roku odniósł zwycięstwo w kolejnej edycji wyścigu Schneider Trophy. Kilkanaście dni później pilotowany przez George'a Stainfortha samolot pobił kolejny rekord prędkości – 656 km/h.